# Johan Kleppe
Johan Kleppe (ur. 29 września 1928, zm. 17 maja 2022) – norweski polityk, działacz partii Venstre, lekarz weterynarii.
Dwukrotnie sprawował urząd burmistrza Andøy (1966–1969, 1975–1978). Od 1969 do 1973 pełnił mandat deputowanego do Stortingu. W latach 1972–1973 był ministrem obrony.